# Пожар в нощен клуб в Кочани
Пожарът в нощен клуб в Кочани възниква на 16 март 2025 г. в 2:35 ч. в дискотеката „Пулс“ в Кочани, Македония. При трагедията загиват 62 души, а 193 са ранени. Това е най-смъртоносният пожар в историята на Северна Македония и най-смъртоносният пожар в Европа след пожара в нощен клуб „Колектив“ в Румъния през 2015 г. Пожарът е третата по големина трагедия в държавата по отношение на жертвите, веднага след самолетната катастрофа в Палер Македония през 1993 г., както и събитието с най-голям брой общо ранени хора в македонската история. Повечето от жертвите на пожара са на възраст между 16 и 24 години.
Президентът Гордана Силяновска-Давкова посещава част от ранените в болниците и се среща с близките им. Обявен е седемдневен траур за трагедията в Кочани, което отлага вътрешнопартийните избори на СДСМ, планирани за 16 март.
В България 18 март, вторник, е обявен за Ден на национален траур в знак на солидарност. Това съобщава министър-председателят Росен Желязков.

## Пожар
В ранните сутрешни часове на 16 март 2025 г. дискотека „Пулс“ в Кочани се изпълва с над 500 души, които очакват изпълнението на македонската поп група ДНК.
В 2:35 ч., когато концертът е в разгара си, сцената е осветена с пиротехнически ефекти. Внезапно искри от пиротехниката запалват тавана на клуба, което довежда до бързото разпространение на огъня. Паниката се разпространява сред присъстващите, които се опитват да се евакуират през единствения изход.
Видеоклиповете, записани по време на инцидента, показват случайни минувачи, които се опитват да гасят пламъците, докато други се борят да стигнат до безопасно място. Сред ранените има деца.